# ゼロ (言語学)
言語学のゼロは、発音上は存在しないが、特定の理論において存在すると見なすものである。記号には ∅ を用いる。代用表記としてラテン文字の Ø も用いられる。
例えば、英語の cats /kæts/ と fish /fɪʃ/ において、複数を表すのは前者は /s/ だが、後者は何も無い。この何も無いのを、ゼロがあると見なし、複数形の接尾辞がそれぞれ -/s/ と -∅ であるとする。
本居宣長は、『詞の玉緒』（1779年）で、「は」、「も」、「徒（ただ）」の係り結びが終止形になることを示した。この「徒」は助詞が付かない場合を意味し、ゼロに当たる。
ただし、ゼロを乱用してはならない。ゼロが唯一の形態であるような形態素を設けることは避けるべきである。例えば、英語で単数形の接尾辞として ∅ を設ける必要性は無い。例外なく接尾辞が無いのであるから、そのような接尾辞は存在しないと見なすほうが簡潔である。

## ゼロ接辞
ある接辞の体系の中で、一部に接辞が現れない場合、接辞 ∅ を設けるほうが簡潔である。以下にドイツ語の所有限定詞 mein の格変化を示す。男性単数主格および中性単数主対格では mein が使われるが、これを接尾辞 -∅ が付いていると考える。
|      | 単数    | 単数    | 単数    | 複数    |
| 男性 | 女性    | 中性    |         | 複数    |
| ---- | ------- | ------- | ------- | ------- |
| 主格 | mein-∅  | mein-e  | mein-∅  | mein-e  |
| 属格 | mein-es | mein-er | mein-es | mein-er |
| 与格 | mein-em | mein-er | mein-em | mein-en |
| 対格 | mein-en | mein-e  | mein-∅  | mein-e  |

## ゼロ冠詞
冠詞の体系で、無冠詞をゼロと考えることがある。とくに、いわゆる名詞句には必ず限定詞があるという立場では、限定詞としてゼロ冠詞を設ける。以下に英語とフランス語の冠詞を示す。英語の複数不定名詞句はゼロ冠詞を持つ。
|      | 英語    | 英語      | フランス語 | フランス語 |
| 不定 | 定      | 不定      | 定         |            |
| ---- | ------- | --------- | ---------- | ---------- |
| 単数 | a book  | the book  | un livre   | le livre   |
| 複数 | ∅ books | the books | des livres | les livres |

## ゼロ格
日本語では、文中の名詞句には格助詞が必要である。例えば「を」は対格の標識である。
- ご飯を 食べた。

だが口語では格助詞を省略できる。これは、格助詞 ∅ が付いていると見なせる。これがゼロ格である。
- ご飯 ∅ 食べた。

## ゼロコピュラ
コピュラの変化の中で、一部コピュラを使わない場合がある。例えばロシア語では、現在時制ではコピュラを使わず単に主語と補語を並べる。これをゼロコピュラがあると見なす。同様に、ハンガリー語では三人称現在でコピュラが省略されることがあり、これもゼロコピュラと見なせる。
日本語では、疑問文ではコピュラ「だ」が消えるが、これをゼロコピュラと見なせる。
|        | 常体            | 常体               | 敬体             |
| ------ | --------------- | ------------------ | ---------------- |
| 平叙文 | これは本だ。    | これは本である。   | これは本です。   |
| 疑問文 | これは本 ∅ か。 | これは本であるか。 | これは本ですか。 |

## ゼロ関係代名詞
英語で、人間でない目的語を示す関係代名詞は that または which であるが、省略しても良い。省略した場合、関係代名詞 ∅ があると見なせる。これをゼロ関係代名詞と呼ぶ。
- the book that I read yesterday
- the book ∅ I read yesterday